# Riccordia
Riccordia är ett släkte med fåglar i familjen kolibrier. Det omfattar fem arter förekommande i Västindien, varav en är utdöd:
- Blåhuvad smaragd (R. bicolor)
- Kubasmaragd (R. ricordii)
- Nassausmaragd (R. bracei) – utdöd
- Hispaniolasmaragd (R. swainsonii)
- Puertoricosmaragd (R. maugaeus)

Vissa erkänner även "gouldsmaragden" (R. elegans), men den anses oftast inte vara ett giltigt taxon.
Arterna placerades tidigare i släktena Cyanophaia (bicolor) och Chlorostilbon (övriga), men urskiljs numera i ett eget släkte efter genetiska studier.